# E. Gail de Planque
Pour les articles homonymes, voir Planque.
Eileen Gail de Planque ou Eileen Gail de Planque Burke, plus connue sous le nom de E. Gail de Planque (1944 - 8 septembre 2010), est une physicienne nucléaire américaine. Experte en mesures de rayonnement dans l'environnement, elle est la première femme et la première physicienne de la santé à devenir commissaire à la Commission de réglementation nucléaire des États-Unis (NRC). Ses domaines d'expertise technique comprenaient le rayonnement dans l'environnement, la surveillance des installations nucléaires, la dosimétrie du personnel, le blindage contre les rayonnements, le transport des rayonnements et la dosimétrie à l'état solide,.

## Carrière
Née dans le New Jersey et élevée dans le Maryland, Planque obtient sa licence au Immaculata College (mathématiques, 1967), sa maîtrise au Newark College of Engineering (physique, 1973) et son doctorat à l'université de New York (science de la santé environnementale, 1983),. De 1967 à 1982, elle travaille comme physicienne pour la Commission de l'énergie atomique. Elle rejoint le Environmental Measurements Laboratory du ministère américain de l'Énergie en tant que directrice adjointe en 1982, et est promue directrice cinq ans plus tard. De 1991 à 1995, elle est membre du NRC. En 1997, Planque a présidé un comité de planification, Celebration of Women in Engineering, qui a mis sur pied des conférences visant à encourager les femmes à choisir des carrières dans l'ingénierie et a notamment développé le site Web EngineerGirl.
Membre de l'American Nuclear Society et de l'Association américaine pour l'avancement des sciences, Planque était également membre de la National Academy of Engineering, Eileen de Planque l'Association of Women in Science et du National Council on Radiation Protection and Measurements. Elle est présidente Eileen de Planque l'ANS (1988-89), et de la Health Physics Society, ainsi que coprésidente du Committee for International Intercomparison of Environmental Dosimeters. À la fin des années 1970, Eileen de Planque est une experte déléguée au comité international pour le développement d'une norme internationale sur la dosimétrie par thermoluminescence.
Le Dr Eileen de Planque a été présidente de Planque Strategy Matters, Inc. et directrice d'Energy Strategists Consultancy, Ltd. Elle a également siégé aux conseils d'administration de Northeast Utilities Corporation, British Nuclear Fuels, EnergySolutions, Inc, Landauer, Inc, TXU Corporation et BHP Billiton.

## Vie personnelle
Planque était mariée à Frank Burke. Elle vit à New York et à Potomac, dans le Maryland. Planque décède en 2010.

## Prix
- 1990, prix Women of Achievement in Energy[4] (Femmes d'exception dans le domaine de l'énergie)
- 1991, prix Outstanding Woman Scientist of the Year[12].
- 2003, Prix Henry DeWolf Smyth pour les qualités d'homme d'État dans le domaine nucléaire.
- 2004, intronisation au Panthéon international Eileen de Planques femmes en technologie.